# حس هفتم (فیلم)
حس هفتم (به تامیلی: 7aum Arivu) فیلمی محصول سال ۲۰۱۱ و به کارگردانی ای‌آر موروگادوس است. در این فیلم بازیگرانی همچون سوریا، شروتی حسن، جانی تری گوین ایفای نقش کرده‌اند.